# Hrabstwo Seward (Kansas)

Piramida wieku hrabstwa

Hrabstwo Seward – hrabstwo położone w USA w stanie Kansas z siedzibą w mieście Liberal. Założone 20 marca 1873 roku.

## Miasta
- Liberal
- Kismet

## Sąsiednie Hrabstwa
- Hrabstwo Haskell
- Hrabstwo Meade
- Hrabstwo Beaver
- Hrabstwo Texas
- Hrabstwo Stevens